# Naito Ehara
Naito Ehara (n. 30 iulie 1993, Kofu, Japonia) este un înotător japonez, medaliat olimpic. A participat la o ediție a Jocurilor Olimpice (2016) în care a câștigat o medalie de bronz.